# Krankengeschichten Sigmund Freuds
Die Krankengeschichten Sigmund Freuds sind historisch bedeutsame Dokumente für die Entwicklung der Psychoanalyse. Als Schnittstelle von Theoriebildung und Praxis sind sie seit ihrer Aufzeichnung Anlass für vielfältige Auseinandersetzungen mit der Psychoanalyse und Sigmund Freud. Während Freud selbst durchgängig von Krankengeschichten spricht, werden sie in den späteren Auseinandersetzungen häufig als Fälle, Fallgeschichten oder Fallstudien bezeichnet.
Gemäß dem besonderen Register der Krankengeschichten im Gesamtregister der Gesammelten Werke werden zu ihnen die hier in der Liste aufgeführten Krankengeschichten gezählt, zu denen auch zwei nicht von Freud selbst behandelte Patienten gehören, sowie drei Krankengeschichten, bei denen Freud sich auf Texte bezieht.

## Liste der Krankengeschichten
Die Namen der Patientinnen und Patienten in der nachfolgenden, alphabetisch sortierten Liste entsprechen den von Freud verwendeten Pseudonymen. Die Bezeichnungen Frau, Frl. oder Miss, die Freud manchmal vor die Angabe des Pseudonyms stellte, sind in Klammern beigefügt. Das Jahr ist das Jahr der Ersterwähnung bei Freud bzw. der hauptsächlichen Veröffentlichung der Krankengeschichte. Die Diagnose folgt der Hauptdiagnosestellung bei Freud. Sie sind also historisch zu verstehen, da eine Übertragung in die heutige Nomenklatur nach ICD-10 oder DSM IV zugleich immer eine Interpretation beinhalten würde. Die Quellenangaben in der fünften Spalte beziehen sich auf die Gesammelten Werke, da diese systematisch aufgearbeitet und zuverlässig sind. Ergänzend finden sich, soweit vorhanden, in der darauf folgenden Spalte leicht verfügbare Quellen, wie kostenfreie Online-Angebote oder Einzelausgaben im Taschenbuchformat aufgeführt. In der letzten Spalte finden sich die Namen der Personen, die hinter den Krankengeschichten stehen, soweit diese später bekannt wurden.
Nicht aufgenommen wurden die Fragmente von Krankengeschichten, die Freud nicht namentlich aufführt. Sie finden sich über das Werk Freuds verteilt und sind im Register der Krankengeschichten, teilweise mit einer Benennung der Diagnosen aufgeführt. Darunter finden sich Beispiele von Agoraphobie, Angstneurose, Hebephrenie, Paranoia, Tic convulsif, Tussis nervosa, Zwangsneurose sowie nicht-diagnostische Benennungen wie Kaufmann, Knabe oder Schlafzeremoniell.
| Benennung              | Jahr   | Behandler                                      | Diagnose                       | Gesammelte Werke                                                                       | Weitere Quelle | Person                                             |  |
| ---------------------- | ------ | ---------------------------------------------- | ------------------------------ | -------------------------------------------------------------------------------------- | --- | -------------------------------------------------- |  |
| Anna O. (Frl.)         | 1895   | Breuer                                         | Hysterie                       | I 76, 257, 263, 288–290, 432; VIII,4–6                                                 | Studien über Hysterie in Wikisource | Bertha Pappenheim                                  |  |
| Cäcilie M. (Frau)      | 1890   | Freud                                          | Hysterie                       | I 123, 129 f., 244, 248–251                                                            | Sigmund Freud + Josef Breuer: Studien über Hysterie. Fischer, Frankfurt am Main 1991                                                                | Anna von Lieben                                    |  |
| Dora                   | 1905   | Freud                                          | Hysterie                       | V 163–315, X 47 f., 61                                                                 | Bruchstück einer Hysterie-Analyse bei La Psychoanalyse au Luxembourg                                                                                | Ida Bauer                                          |  |
| Elisabeth v. R. (Frl.) | 1895   | Freud                                          | Hysterie                       | I 196–251, 248                                                                         | Studien über Hysterie in Wikisource | Ilona Weiss                                        |  |
| Emmy v. N. (Frau)      | 1895   | Freud                                          | Hysterie                       | I 99–162, 241, 287 f., 292                                                             | Studien über Hysterie in Wikisource | Fanny Moser                                        |  |
| Gradiva                | 1907   | Novelle von Wilhelm Jensen                     |                                | VII 29–125                                                                             | |                                                    |  |
| Katharina              | 1895   | Freud                                          | Hysterie                       | I 184–195                                                                              | Studien über Hysterie in Wikisource | Aurélie Oehm-Kronich fr                            |  |
| Kleiner Hans           | 1908   | Freud                                          | Phobie, kindliche              | II/III 136, 255, 257, 259; V 171; VII 23, 180, 243–377; VII 44 f.; IX 157;XIV 129–139; | Analyse der Phobie eines fünfjährigen Knaben bei La Psychoanalyse au Luxembourg                                                                     | Herbert Graf                                       |  |
| Kleiner Hahnemann      | (1913) | Ferenczi                                       | Phobie, kindliche              | IX 157–160                                                                             | |                                                    |  |
| Lucy R. (Miss)         | 1895   | Freud                                          | Hysterie                       | I 163–183                                                                              | Studien über Hysterie in Wikisource |                                                    |  |
| Mathilde H. (Frl.)     | 1895   | Freud                                          | Verstimmung                    | I 230                                                                                  | Studien über Hysterie in Wikisource, Anmerkung 5 |                                                    |  |
| Nina R.                | 1891   | Breuer/Freud                                   | Neurasthenie                   | Nachtragsband, 313–321                                                                 | |                                                    |  |
| P. (Frau)              | 1896   | Freud                                          | Paranoia                       | I 392–403 (Weitere Bemerkungen über die Abwehrpsychosen.)                              | |                                                    |  |
| Rattenmann             | 1909   | Freud                                          | Zwangsneurose                  | VII 381–463, VIII 291, XIII 189, Nachtragsband 509–569                                 | Bemerkungen über einen Fall von Zwangsneurose bei La Psychoanalyse au Luxembourg                                                                    | Ernst Lanzer                                       |  |
| Rosalie H. (Frl.)      | 1895   | Freud                                          | Hysterische Stimmstörung       | I 237–242                                                                              | Studien über Hysterie in Wikisource, Anmerkung 5 |                                                    |  |
| Schreber               | 1911   | Freud                                          | Paranoia                       | I 569, V 171, VIII 240–320, X 145–147, XIII 198, 337–339                               | Sigmund Freud: Psychoanalytische Bemerkungen über einen autobiographisch beschriebenen Fall von Paranoia (Dementia paranoides) Im Projekt Gutenberg | Daniel Paul Schreber                               |  |
| Teufelsneurose         |        | Handschrift Trophaeum Mariano-Cellense 18. Jh. |                                |                                                                                        | | Christoph Haitzmann                                |  |
| Wolfsmann              | 1918   | Freud                                          | Infantile Neurose (Depression) | X 5–9, 119–121, XII 29–157, XIII 313, XIV 56, 133, 137, XVI 60                         | Aus der Geschichte einer infantilen Neurose bei La Psychoanalyse au Luxembourg                                                                      | Sergej Konstantinowitsch Pankejeff (1887 bis 1979) |  |

## Entstehung und Rezeption der Krankengeschichten
Die Krankengeschichten Freuds waren zunächst die Weiterführung einer ärztlichen Tradition, die in der Psychiatrie des ausgehenden 19. Jahrhunderts einen besonderen Stellenwert hatten, wie sich anhand Freuds Aufzeichnungen als Assistenzarzt 1883 aufzeigen lässt. Die Berücksichtigung des Unbewussten und der Phänomene von Übertragung und Gegenübertragung führten dazu, dass die Krankengeschichten nicht mehr nur sachliche Berichte waren, sondern zunehmend persönlichere Anteile des Schreibenden enthielten sowie einen hermeneutischen Charakter bekamen. Hinzu kam die fehlende Überprüfbarkeit der Berichte der Patienten, durch die unklar bleiben musste, was äußere Realität und was innere Verarbeitung war, wie auch der notwendigerweise damit verbundene Charakter des Lücken- und Bruchstückhaften. Damit verließen sie den naturwissenschaftlichen Impetus und wurden durch ihre hermeneutische Dimension und ihre doppelte Subjektivität angreifbarer als übliche Krankengeschichten.
Die Bedeutung der Krankengeschichten für die Theoriebildung der Psychoanalyse und für die Psychoanalyse als Behandlungsmethode wird unterschiedlich eingeschätzt. So bezeichnet Kurt R. Eissler sie als die Säulen, auf denen die Theorie sicher ruhe. In den Krankengeschichten Freuds spiegele sich historisch ein Umbruch im Umgang mit den psychisch verursachten Erkrankungen und ihrer Behandlung, was sich vor allem am Beispiel der Hysterie zeige: „Sicher ist jedenfalls, daß sich Freud von da an dem Sprechen der Hysterikerinnen zuwandte, etwas, was er nicht bei Charcot gelernt haben konnte, der seine Kranken kaum sprechen ließ.“ Indem Freud lernte, seinen Patientinnen zuzuhören, entdeckte er das heute vor allem im Zusammenhang der Psychosomatik bedeutsame Wechselspiel zwischen dem bewussten und unbewussten Diskurs des Seelischen. Die Prinzipien bzw. Ideale der Unvoreingenommenheit und der gleichschwebenden Aufmerksamkeit beim Zuhören wurden zu einem wichtigen behandlungstechnischen Instrument der Psychoanalyse wie auch später entwickelter Psychotherapieverfahren, die sich in Folge oder in Abgrenzung zur Psychoanalyse entwickelten.
Die von Freud geäußerte Hoffnung, die Psychoanalyse könne ähnlich wie eine Naturwissenschaft belegt werden, dämpfte der Physiker, Philosoph und Wissenschaftstheoretiker Adolf Grünbaum mit seinem Hinweis, die Glaubwürdigkeit psychoanalytischer Hypothesen sei aus den klinischen Daten der Falldarstellungen nur ungenügend zu rechtfertigen, wenn die Maßstäbe naturwissenschaftlicher Methodik und Beweisnormen zugrunde gelegt würden. Unter Vernachlässigung der historischen Dimension kritisierte auch R. P. Greenberg aus späterer klinischer Forschungsperspektive, dass es fragwürdig sei, die Gültigkeit der psychoanalytischen Theorie auf der Grundlage des Fallstudienmaterials zu beurteilen, weil es einer Vielzahl von Fehlerquellen und Verzerrungen unterläge. Außerdem habe Freud keine Übersicht über seine Praxis gegeben, anhand derer eine objektive Einschätzung im Sinne einer Kontrollgruppe mit alternativen anderen Verfahren oder keiner Behandlung möglich sei. Auch dieser Kritiker übersieht, dass es vor Freud keine Psychotherapie gab und ein Vergleich mit anderen psychotherapeutischen Verfahren insofern gar nicht möglich gewesen wäre. Der Psychoanalytiker Marshall Edelson machte allerdings darauf aufmerksam, dass die Kritik Grünbaums nicht gleichzusetzen sei mit der häufig anzutreffenden und logisch unrichtigen Schlussfolgerung, die psychoanalytischen Hypothesen seien falsch oder wissenschaftlich bedeutungslos. Schon Jürgen Habermas hatte in seinem Werk Erkenntnis und Interesse von 1968 diesen Blickwinkel auf den Zusammenhang zwischen den Krankengeschichten und der psychoanalytischen Theorie als szientistisches Selbstmissverständnis der Psychoanalyse bezeichnet.
Aus literaturwissenschaftlicher Sicht hebt Stefan Goldmann den Kontext der Krankengeschichten Freuds zur gattungsgeschichtlichen Tradition der Novelle des 19. Jahrhunderts hervor. Er erschließt literarische und fachwissenschaftliche Quellen, mit denen sich Freud bei der Niederschrift der frühen Krankengeschichten methodisch auseinandersetzte und hebt ihre literarisch vollendete Form hervor. Ebenfalls aus dem Blickwinkel eines Literaturwissenschaftlers vertritt Günter Rebing demgegenüber die Auffassung, Freuds „Fallberichte“ seien komplizierte Versuche, die bereits feststehende Theorie zu bestätigen und seine Beobachtungen durch Manipulation zurechtzustutzen. Sie seien nicht induktiv, sondern deduktiv. Während Goldmann die Krankengeschichten aus literaturwissenschaftlicher Sicht als formvollendet bezeichnet, nennt Rebing sie „literarische Bastarde“.

## Schweigepflicht und Bekanntwerdung der Klarnamen
Freud setzte sich im Zusammenhang mit der Veröffentlichung seiner Krankengeschichten mehrfach mit der Frage der Wahrung der ärztlichen „Diskretion“ auseinander. Er beschreibt die Veröffentlichung der Krankengeschichten als einen schwer lösbaren Konflikt zwischen den Pflichten gegenüber den einzelnen Kranken und denen gegenüber der Wissenschaft. Die heute in der Psychotherapie selbstverständliche Voraussetzung einer Einverständniserklärung für die wissenschaftliche Verwendung bestand zu dieser Zeit noch nicht. Insbesondere im Kontext der hysterischen Erkrankungen fürchtete er, dass die mitgeteilten sexuellen Inhalte in den Berichten der Patientinnen anstelle von fachlichem Interesse an der Entstehung der neurotischen Erkrankungen Sensationslust selbst bei Ärzten auslösen könne. Auch die räumlich-soziale Nähe der Wiener Ärzte zu den Kreisen seiner Patienten bereitete ihm Sorgen und er versicherte, die milieubezogenen Daten so geändert zu haben, dass die Identität der Patienten nicht entschlüsselt werden könne. Dies war ihm wichtiger als die Nachprüfbarkeit durch Fachkollegen, wie sie in anderen ärztlichen Disziplinen üblich war.
Das Bekanntwerden der Klarnamen seiner Patienten beruhte auf Indiskretionen späterer Autoren. Ein Beispiel ist die Offenlegung des Klarnamens von Bertha Pappenheim als Anna O. durch den Freud-Biografen Ernest Jones. Diese Verknüpfung zwischen Krankengeschichte und realer Person geschah ohne Wissen und gegen den Willen Bertha Pappenheims, die sich selbst nie zu ihrer Behandlung bei Breuer und deren Interpretation durch Freud geäußert hat, und die Psychoanalyse als Behandlungsmethode für die ihr anvertrauten Frauen ablehnte. Ihr Umkreis, in dem sie als Gründerin des Jüdischen Frauenbundes sowie als Aktivistin gegen die Zwangsprostitution jüdischer Mädchen und die Mädchenhändler bekannt war, reagierte schockiert und empört.
Einige weitere bekannt gewordene Patienten Freuds, wie Emma Eckstein und Gustav Mahler sind hier nicht aufgenommen, weil Freud sie nicht als Krankengeschichten beschrieben hat.

## Einzelne Krankengeschichten (Auswahl)

### Dora
Dora ist die Krankengeschichte einer zu Beginn der Behandlung 17-jährigen jungen Frau, die sich im Jahr 1900 über eine Zeit von 11 Wochen erstreckte. Freud veröffentlichte sie 1905 unter dem Titel Bruchstück einer Hysterie-Analyse in der Monatszeitschrift für Psychiatrie und Neurologie. In der Ausgabe der Gesammelten Werke umfasst diese Falldarstellung 214 Seiten und beinhaltet zwei ausführliche Traumanalysen. Die Bezeichnung Bruchstück verweist auf die Unabgeschlossenheit der Behandlung, die in der umfangreichen Literatur über den Fall Dora in ihrer Bedeutung unterschiedlich interpretiert wird.
Dora wurde von ihrem Vater aufgrund von hysterischen Symptomen zu Freud geschickt, deren Ursachen sowohl in eine komplexe Familiengeschichte eingebunden waren, als auch in die psychosoziale Situation junger Frauen im viktorianischen Wien. Freud arbeitete methodisch nicht mehr mit Hypnose, sondern mit der freien Assoziation und der Analyse von Träumen. Außerdem interpretierte er die Ursache der Symptome in diesem Fall nicht als Folge traumatisierender sexueller Übergriffe in Kindheit oder Jugend, sondern als Folge ödipaler Wünsche und ihrer Verdrängung. Die Niederschrift der Krankengeschichte zeigt aus behandlungstechnischer Sicht den Umgang mit dem Widerstand und eine neue Sichtweise auf die Phänomene der Übertragung und Gegenübertragung. Sie erscheinen bei Dora nicht mehr als Erschwernis, sondern als Hilfsmittel der Psychoanalyse. Den vorzeitigen Abbruch der Behandlung durch die Patientin verstand Freud als Reaktion auf einen Teil der Übertragung, den er übersehen und deshalb nicht in seine Mitteilungen an die Patientin einbezogen hatte.
Der „Fall Dora“ gehört zu den meist diskutierten Krankengeschichten Freuds, die seit ihrer Mitteilung 1905 immer wieder Anlass für kritische Auseinandersetzungen war. An ihm wurde vor allem die Frage diskutiert, ob hysterische Symptome Folge einer frühen sexuellen Traumatisierung seien, was als „Verführungstheorie“ bezeichnet wurde, oder ob sie Ergebnis sexueller Fantasien seien. Die Krankengeschichte bietet Material für beide Sichtweisen und lässt auch die Auffassung zu, dass beide Aspekte gemeinsam zur Manifestation der Erkrankung beitragen können.
Weitere Anknüpfungen an den Fall beschäftigen sich mit der Theorie der Somatisierung psychischer Konflikte, oder mit den in diesem Fall aufgeworfenen Fragen der Übertragung und Gegenübertragung. Im Laufe der Zeit kam zunehmend eine historisierende Perspektive hinzu, in der die Autoren sich jeweils auch auf die bisherigen Auseinandersetzungen mit dem Fall beziehen. Die Psychoanalytikerin Ilka Quindeau bezeichnet die Krankengeschichte Doras als Ursprungsanalyse, die insbesondere aus feministischer Perspektive zu divergenten Debatten geführt habe, bei denen es um die Machtbeziehungen in Sprache und Sexualität gehe: „Tatsächlich sind jene Beziehungen, die dem Spannungsfeld von Psychoanalyse, Sexualität, Pathologie und Feminismus gleichsam inhärent sind, im Dora-Text auf höchst verdichtete Art und Weise am Werk.“ Die Krankengeschichte lässt sich auch als Schilderung einer Familiengeschichte lesen, die eingebettet ist in das Leben jüdischer Familien im Wien des ausgehenden 19. Jahrhunderts.
Der Text Freuds und die Person Ida Bauer regten auch zu fiktionalen Verarbeitungen an, die sich unterschiedlichen Aspektes des Falles Dora oder der Lebensgeschichte Ida Bauers widmen. Lidia Yuknavitch beispielsweise verlagerte das Geschehen in die US-amerikanische Jugendszene des 21. Jahrhunderts und erzählt eine Geschichte vom Erwachsenwerden. Nach einer in England erschienenen Novelle von Sheila Kohler legte Katharina Adler als Urenkelin von Ida Bauer einen deutschsprachigen Roman zur Person ihrer Urgroßmutter vor, der auch die Behandlung bei Freud reflektiert, indem sie einen fiktionalen Einblick in das Innenleben der Patientin Dora in den Analysestunden bei Freud gibt. Dabei kommt sie zu der Einschätzung, dass Freud mit seinen Deutungen und Interventionen zu einer Unheilbarkeit des real erlebten sexuellen Missbrauchs führte.

### Elisabeth von R.
Elisabeth von R. war eine zu Beginn der Behandlung 24-jährige Frau, die wegen Schmerzen in den Beinen sowie Geh- und Stehstörungen zu Freud in die Behandlung kam. Ihre Therapie fand vom Herbst 1892 bis Juli 1893 statt. Freud veröffentlichte ihre Krankengeschichte 1895 in den Studien über Hysterie. Elisabeth war die dritte Tochter einer in Wien lebenden ungarischen Familie.
Die Psychoanalytikerin Christa Rohde-Dachser beschreibt die Krankengeschichte Elisabeth von R.'s in ihrer Vorlesung zur Einführung in die Freudsche Psychoanalyse als ein Beispiel für den Mechanismus der Konversion, bei dem eine verpönte Vorstellung und der dazugehörige Affekt ins Körperliche gewendet werde und sich dort Ausdruck verschaffe. Das entstehende Symptom sei somatisch nicht erklärbar, in ihm verberge und zeige sich zugleich der seelische Konflikt zwischen zwei einander ausschließenden Tendenzen im Seelischen. Durch die Bewusstmachung des verborgenen Konfliktes, das Abreagieren und Durcharbeiten in der therapeutischen Beziehung, könne er einer günstigeren Lösung zugeführt werden.
Nach Elfriede M. Fidal schilderte Freud die Krankengeschichte als schichtweise Aufdeckung von Erinnerungen, wodurch die gelungene Analyse wie eine spannende Novelle erzählt werde und gleichsam den Charakter einer Detektivgeschichte bekomme. Im Verlauf der Behandlung entwickelte Freud eine neue Vorgehensweise: Unter Verzicht auf Hypnose ging er zu einem kathartischen Vorgehen über, wobei er die Patientin aufforderte, ihre Einfälle mitzuteilen, ohne diese zu zensieren. Versiegten die Einfälle, so drückte er ihr mit der Hand auf den Kopf und forderte sie auf, ihm mitzuteilen, was ihr in diesem Moment durch den Kopf ging. Auf diese Weise bekam er nach und nach die Leidensgeschichte einer jungen Frau zu hören, die zunächst mit der Pflege des kranken Vaters betraut war, dem sie zwar liebevoll zugetan war, durch dessen Pflege sie aber zugleich von der Verwirklichung eigener Bedürfnisse und der Entwicklung eines eigenen Liebeslebens abgehalten wurde. Nach seinem Tod wurde sie wiederum durch die Pflege der immer schon kränkelnden Mutter gebunden, während die Schwestern mit ihren Eheschließungen ein eigenes Leben beginnen konnten.
Nachdem in der Analyse in einer zweiten Phase die schmerzhaften Affekte abreagiert werden konnten, kam es zunächst zu einer Verstärkung des Widerstandes. Nach dessen schrittweiser Überwindung tauchten Erinnerungen auf, die auf einen Konflikt zwischen Gefühlen der Verliebtheit in einen Schwager und dem Verbot dieser Gefühle verwiesen. Als die geliebte Schwester durch eine zweite, zu frühe Schwangerschaft plötzlich verstarb, wurde dies für Elisabeth zu einer unglücklichen Koinzidenz des unbewussten Wunsches (der Schwager möge wieder frei sein) mit der schmerzhaften Wirklichkeit durch den Verlust der Schwester. Die unerträgliche Vorstellung musste verdrängt bleiben und verwandelte sich in den körperlichen Schmerz. Das Durcharbeiten auch dieser Erinnerungen führte zu einer so weitgehenden Linderung der Symptome, dass die Behandlung einvernehmlich als erfolgreich beendet wurde.
In einem der dritten Tochter von Ilona Weiß zugeschriebenen Memorandum heißt es, dass ihre Mutter glücklich verheiratet gewesen sei und die Darstellung der Familiengeschichte durch Freud von ihrer Mutter als im Wesentlichen richtig beschrieben worden sei. Sie habe aber geleugnet je in ihren Schwager verliebt gewesen zu sein und dies als „Marotte eines bärtigen Nervenarztes in Wien“ abgetan.

### Kleiner Hans
Der Bericht über den kleinen Hans erschien 1909 unter dem Titel Analyse der Phobie eines fünfjährigen Knaben im Jahrbuch für psychoanalytische und psychopathologische Forschungen. Es handelt sich um einen Text, der gelesen werden kann als die erste Kinderanalyse, aber ebenso als eine Milieustudie oder erste psychoanalytische Kinderbeobachtung. Freud entwickelte und zeigte an diesem Beispiel wichtige Grundzüge seiner Grundannahmen zur kindlichen Sexualität, zum Ödipuskomplex sowie zur Entstehung einer Phobie durch die Umwandlung sexueller Wünsche und deren Verdrängung in Angst. Freud führte – bis auf gelegentliche Treffen – die Behandlung des Kindes nicht selbst durch, sondern beriet den psychoanalytisch interessierten Vater, der über die Gespräche mit seinem Sohn berichtete, ihn analysierte und später versuchte, dessen Ängste durch Deutungen zu beheben.
Freud und die Eltern des Kindes, Olga und Max Graf, kannten einander in gesellschaftlichem Kontext. Die Mutter, die Sängerin Olga Hönig, war vor ihrer Ehe Freuds Patientin gewesen, ihr Mann, Musikwissenschaftler und Theaterkritiker wurde zum Anhänger Freuds, war Mitglied der Psychologischen Mittwoch-Gesellschaft und hatte ihm angeboten, ihm gelegentlich über die Entwicklung des ersten Sohnes zu berichten. Hans wuchs in einem künstlerisch geprägten Umfeld auf, die Eltern waren bemüht, ihn ohne Zwang und körperliche Strafen zu erziehen. Es wird aber ebenso deutlich, dass ihnen dies nicht immer gelang.
Bei den ersten Mitteilungen des Vaters an Freud war Hans noch keine drei Jahre alt. Der Vater berichtet von Hans‘ Interesse am „Wiwimacher“, der ihn bewegenden Frage nach den Geschlechtsunterschieden, der Masturbation, die ihm drastisch verboten wird und seinen zärtlichen Empfindungen zur Mutter. Als Hans vier Jahre alt ist, kommt seine kleine Schwester Hanna zur Welt und es wird darüber berichtet, wie sehr Hans dies als Verlust der Zuwendung der Mutter erlebt. Die häusliche Geburt, die er zwar nicht direkt, aber doch recht nah miterlebt und die Erzählung vom Storch, der die Schwester gebracht habe, lenken sein Interesse weiter in die Richtung der Fragen von Sexualität, Zeugung und Herkunft der Kinder. Als Hans vierdreiviertel Jahre alt ist, entwickelt er Angst, auf die Straße zu gehen und dann konkreter eine Pferdephobie. Im Wien des beginnenden 20. Jahrhunderts gehören Pferdegespanne zum alltäglichen Umfeld des Lebens in der Stadt, so dass sich daraus viele Einschränkungen ergeben. Damit geht der Bericht des Vaters in eine von Freud begleitete Psychoanalyse des kleinen Hans über, bei der Freud dem Vater schriftlich Empfehlungen gibt, gelegentlich auch selbst mit Hans und seinem Vater spricht, ansonsten aber Vater und Sohn miteinander sprechen. Dabei ist dem Sohn die Mitwirkung Freuds durchaus präsent und einige Male wirft er Fragen mit dem Wunsch auf, dass der Vater sie „dem Professor“ schreiben solle.
Der veröffentlichte Text enthält nach einer Einleitung (15 Seiten) als umfangreichsten mittleren Teil (77 Seiten) die Mitteilungen des Vaters an Freud mit vielen Gesprächen zwischen Vater und Sohn, die der Vater zum größeren Teil in wörtlicher Rede mitstenografiert hatte. Dadurch liegt der Forschung ein Dokument vor, welches – bei aller möglichen Veränderung durch den Vater – einen besonderen Originalitätswert hat. Es folgt unter dem Titel „Epikrise“ die analytische Auswertung durch Freud (41 Seiten, jeweils bezogen auf die Gesammelten Werke (GW)).
In der Auslegung Freuds zeigt die Analyse neben den verschiedenen infantilen Sexualfantasien die zärtlichen Empfindungen Hans‘ zur Mutter, den Wunsch, sie für sich allein zu haben, und die Feindseligkeit gegenüber dem Vater, dem er aber dennoch liebevoll verbunden ist. Den entstehenden Ambivalenzkonflikt kann er letztlich durch die Fantasie bewältigen, dass er mit der Mutter Kinder haben und der Vater die Großmutter heiraten würde. Der Vater hilft dem Jungen immer wieder mit den Deutungen im Hinblick auf die entstandenen Kastrationsängste, durch einen verständnisvollen Umgang mit den gegen ihn gerichteten Aggressionen und durch die von Freud empfohlenen Versuche der Aufklärung in Bezug auf die sexuellen Fragen, die Hans beschäftigen. Freud selbst ist der Meinung, dass eine vollständigere Aufklärung eine weitere Entlastung erbracht hätte. Aber auch so gelingt die Überwindung der ödipalen Verstrickungen und damit auch die Auflösung der Phobie. Als Behandlung einer kindlichen Phobie gilt die Krankengeschichte allgemein als erfolgreich. Freud selbst betont in seiner Analyse allerdings auch, dass Phobien bei Kindern häufig aufträten und keine starre Grenze zwischen gesund oder krank markierten. Er sah in Hans ein nicht sonderlich neurotisches Kind, sondern eher einen heiteren, liebenswürdigen und geistig regen Jungen. Eine Katamnese ergab sich dadurch, dass Hans selbst Freud 1922 besuchte, nachdem er die Veröffentlichung seiner Krankengeschichte gelesen hatte. Er berichtete, dass er unter keinerlei Beschwerden oder Hemmungen litte und ohne Probleme die Pubertät und die Trennung der Eltern überstanden habe. Aufgrund der Scheidung lebe er jetzt allein, habe aber guten Kontakt zu beiden Elternteilen und zur Schwester. An die in der Krankengeschichte beschriebenen Ereignisse konnte er sich kaum erinnern.
Die Besonderheit des Originalmaterials, insbesondere die Mitschriften des Vaters, haben dazu beigetragen, dass es als Krankengeschichte und Milieustudie immer wieder neu gedeutet wurde. So interpretierte der Pädagoge und Psychotherapeut Rudolf Gaßenhuber die Angst des Jungen, von seiner Mutter verlassen zu werden, im Unterschied zu Freud nicht als Abwehr der libidinösen Wünsche zur Mutter, sondern als reale Befürchtung aufgrund von Wahrnehmungen im Verhalten der Mutter. Von diesem Unterschied ausgehend hebt er am Text der Krankengeschichte die einschüchternden und Gewalt anwendenden Umgangsformen hervor und beklagt die fehlende Einfühlung des Vaters und Freuds in die Leiden und Ängste des Jungen. Er sah Hans als Opfer eines Familiendramas, dem auch die Analyse nicht geholfen habe, weil sie aus einer distanzierten Haltung heraus geschah und dem Jungen die Resonanz auf seine Gefühle versagt habe.
Die Psychologin und Kindertherapeutin Karin J. Lebersorger hingegen war der Auffassung, dass der Fall trotz seiner unzweifelhaft historischen Verortung auch heute noch vorbildlich im Hinblick auf die Bedeutung des Verstehens im Umgang mit Kindern sei. In einer Gegenüberstellung mit dem Vorgehen der Sendekonzepte der „Supernanny“ zeigte sie am Beispiel des kleinen Hans die Unterschiede zwischen einer psychoanalytisch orientierten Erziehungsberatung, die auf Einfühlung und dem Verstehen der eigenen Kindheit beruhe, und der Beschädigung der Mutter-Kind-Beziehung durch die öffentliche Verhandlung von Erziehungsproblemen.
Die Psychiaterin und Traumatherapeutin Bettina Jordan betonte die Entstehung des Denkens durch das Sprechen über die noch nicht sprachlich fassbaren Fantasien und die Konstruktion von Wirklichkeit und Denken im Prozess der Analyse. Sie beleuchtete sowohl die Modernität Freuds im Hinblick auf eine verstehende und gewaltfreie Erziehung als auch die zeitgebundenen Grenzen, die im Text ebenso deutlich zu erkennen seien.
Ein spezieller Diskurs in der Rezeption des kleinen Hans bezog sich auf die Fragestellung, inwieweit die im Zusammenhang der ödipalen Phase aufgetretene Kastrationsangst kein primär innerseelisch entstandener Vorgang sei, sondern vielmehr eine Traumafolge der Säuglingsbeschneidung im Judentum. Der Soziologe und Kulturwissenschaftler Franz Maciejewski entwickelte am Text zum kleinen Hans die Hypothese, dass die Pferdephobie nicht auf den Kastrationskomplex verweise, sondern als Symptom einer traumatischen Verarbeitung der Beschneidung zu verstehen sei. Einen wesentlichen Hinweis findet er in der Verschlechterung der Symptome nach einer Tonsillektomie des kleinen Hans, die das Beschneidungstrauma reaktiviert habe und auf die sich zwei Träume beziehen lassen. Maciejweski kritisierte über den Fall Hans hinausgehend, dass Freud den Einfluss der rituellen Beschneidung im Judentum auf die Entwicklung des Ödipuskomplexes nicht habe sehen wollen, um die anthropologische Allgemeingültigkeit seiner Annahmen nicht zu gefährden. Freud hatte in einer Fußnote im Bericht über den kleinen Hans den Kastrationskomplex als die tiefste Ursache für den Antisemitismus und die Misogynie bezeichnet. Maciejewski hingegen sah in der Beschneidung im Judentum ein gemeinsames Trauma, dessen Verdrängung kulturbildend für das Judentum sei. Allerdings stellte sich durch die Nachforschungen des holländischen Psychoanalytikers Adriaan de Klerk 2004 heraus, dass der kleine Hans als Säugling nicht beschnitten worden war, was Maciejewski aufgrund der Sicherheit der Quelle (Matrikelamt der israelitischen Kultusgemeinde in Wien) im Nachhinein bestätigte.

### Rattenmann
Der sogenannte „Rattenmann“ war ein 29-jähriger Patient, der aufgrund hartnäckiger Zwänge 1907 zu Freud in die Behandlung kam. Zentraler Anlass waren die quälenden Gedanken, dass zwei Personen, die er sehr liebte, etwas geschehen könne: seinem Vater und einer bestimmten Dame, die er verehrte. Freud veröffentlichte die Krankengeschichte 1909 unter dem Titel Bemerkungen über einen Fall von Zwangsneurose im Jahrbuch für psychoanalytische und psychopathologische Forschungen. Die Bezeichnung Rattenmann stammt von einem weiteren Zwangsgedanken, über den der Patient klagte: Während einer Militärübung hatte er von einer Foltermethode gehört, bei der zwei Ratten in Panik versetzt würden und sich durch den After in das Folteropfer fräßen. Seither wurde er von der Angst gequält, „Rattenstrafe“ könne an seinem Vater oder an ihm selbst vollzogen werden. Das hatte sich auch nicht durch den Tod des Vaters zwei Jahre vor Beginn der Behandlung geändert.
Freud deckte an diesem Fall auf, wie sehr Zwangsgedanken mit der Ambivalenz von Liebe und Hass verbunden sind. Der Vater hatte den Patienten für seine kindliche Onanie bestraft und ihm glaubhaft gemacht, dass man davon stürbe, wodurch er vom Liebes- zum Hassobjekt wurde. Der infantile Hass blieb jedoch unbewusst wie auch die sadistischen Todeswünsche, die in der Zwangsvorstellung ihren Ausdruck fanden. In der Vorstellung verbänden sich die homosexuell getönten Gefühle gegenüber dem geliebten Vater mit dem Hass gegen den strafenden Vater. Den psychischen Mechanismus bei der Entstehung einer Zwangsvorstellung beschrieb Freud durch die Abspaltung der Affekte vom Inhalt der verdrängten Vorstellung. Das psychische Gleichgewicht werde stabilisiert durch das Praktizieren von Ritualen, durch die die Angst vor dem Wiederauftauchen der Affekte und Vorstellungen gebunden bleiben. Dies erklärt auch das Auftauchen von Angst, wenn der Patient versucht, auf die Rituale zu verzichten.
Die Krankengeschichte bleibt aber nicht auf die Analyse der namensgebenden Zwangsvorstellung beschränkt, sondern wird in den Zusammenhang einer komplexen Familiengeschichte gestellt, in der zum einen sexuelle Neugier, Aktivität und Fantasien stark tabuliert sind. Zum anderen werden die kindlichen Todeswünsche immer wieder mit realen Todesfällen in der Familie konfrontiert und erzeugen dadurch unbewusste Fantasien, die wie eine magische Erfüllung der Wünsche wirksam sind und entsprechende Schuldgefühle erzeugen. Schon als Kind hatte der Patient dagegen und in Bezug auf sexuelle Fantasien zwanghafte Verarbeitungsmechanismen entwickelt. So wurde beispielsweise der immer wieder zwanghaft auftauchende Wunsch, eine Frau nackt sehen zu wollen, mit der zwanghaften Befürchtung verbunden, der Vater müsse sterben. Dagegen musste er dann Zwangshandlungen vollziehen, mit denen das Unheil abgewendet werden sollte. Das Zwischenstück dieser Reihe liegt in dem unbewussten Wunsch, dass der Vater stürbe, damit er dem Wunsch nicht länger entgegenstehe.
Die ein knappes Jahr andauernde Psychoanalyse gilt als erfolgreich. Der Patient arbeitete im Anschluss an die Behandlung als Anwalt in einer angesehene Kanzlei, verlobte sich mit der Frau, die er verehrte, und heiratete sie.
In einem Zusatz zur Krankengeschichte schrieb Freud 1923: „Der Patient, dem die mitgeteilte Analyse seine psychische Gesundheit wiedergegeben hatte, ist wie so viele andere wertvolle und hoffnungsvolle junge Männer im großen Krieg umgekommen.“
Historisch gilt der Rattenmann als erste Beschreibung der Zwangsneurose als eigenständiges Krankheitsbild mit der beispielhaft erläuterten Psychogenese und Psychodynamik der Erkrankung. Zwangsstörungen als Symptom werden in ICD-10 und DSM 5 im Kontext mehrerer nosologischer Einheiten geordnet und auch in verschiedenen psychoanalytischen Richtungen kontrovers diskutiert, was sich auch in der Rezeption der Fallgeschichte vom Rattenmann spiegelt. Fischer-Kern und Springer-Kremser sehen in dem ödipalen Konflikt und der Beziehung zum Vater den zentralen Konflikt des Patienten und verstehen die Heilung im Kontext der durchgearbeiteten negativen Übertragung, durch die der Patient die korrigierende Erfahrung machen konnte, dass der Vater/Analytiker nicht durch die Allmacht seiner sadistischen Gedanken zerstört wurde.
Eine weitere historisch bedeutsame Besonderheit des Falles besteht darin, dass sich nach Freuds Tod Originalnotizen aus der Zeit der Analyse mit 42 Stundenaufzeichnungen fanden. Damit liegt der Forschung ein besonderes Dokument vor, da Freud seine handschriftlichen Notizen ansonsten stets nach Veröffentlichung eines Falles zu vernichten pflegte. Sie wurden 1955 erstmals veröffentlicht und finden sich als Transkript im Nachtragsband der Gesammelten Werke. Eine Seite ist als Kopie in handschriftlicher Form abgedruckt. Freud nennt den Patienten in seinen Aufzeichnungen „Dr. Lorenz“. Die Originalnotizen bieten als Rohmaterial einen speziellen Einblick in die Behandlungstechnik und Auffassungsweise Freuds. Diercks stellt drei Aspekte heraus: Neben dem erwartungsgemäßen Aufdecken und Deuten von bedeutsamen Erinnerungen und der Arbeit an der therapeutischen Beziehung wird ein psychoedukatives Vorgehen erkennbar, mit dem Freud dem gebildeten und interessierten Patienten immer wieder Mechanismen des Seelischen beschrieb und erklärte. Auch das hohe Engagement Freuds werde in den Originalnotizen deutlich.
Eine Biografie von Georg Augusta beleuchtet die über die Behandlung bei Freud hinausgehende Lebensgeschichte des 1878 geborenen Ernst Lanzer und seiner Herkunftsfamilie im Spiegel der Notizen Freuds und eines über Lanzer veröffentlichten Romans einer Nichte Lanzers, Elisabeth Freundlich, mit dem Titel Der Seelenvogel. Lanzer wurde während des Ersten Weltkriegs im November 1914 an der Ostfront in Galizien vermisst. 1919 wurde er offiziell für tot erklärt und sein Todesdatum rückwirkend auf 25. November 1914 festgelegt. Drei seiner Schwestern wurden 1942 von den Nationalsozialisten deportiert und ermordet.